# Anna Rein-Wuhrmann
Anna Rein-Wuhrmann, geb. Wuhrmann (* 1881; † 1971), war eine Schweizer Missionsarbeiterin der Basler Mission, welche über zwei Jahre hinweg ihre Arbeit und ihr Leben bei dem Volksstamm der Bamum in Kamerun fotografisch wie auch literarisch dokumentierte. Anna Wuhrmanns Fotografien setzen sich in künstlerischer Art und Weise mit den Einwohnern des Bamum-Landes auseinander.

## Leben
Wuhrmann verbrachte die ersten sieben Jahre ihres Lebens bei ihren Grosseltern in Winterthur. Als ihre Eltern zurück in die Schweiz kamen, besuchte sie die Schule in Basel. 1902 erhielt sie ihr Examen in einem Internat zur Lehrausbildung in der französischen Schweiz. Ab 1905 war sie als Lehrerin tätig, bis sie sich 1910 um eine Stelle an der Basler Mission bewarb. Am 9. September 1911 fuhr Wuhrmann nach Douala. Im November desselben Jahres begann sie ihre Arbeit an der Mädchenschule der Missionsstation in Fumban. Im Dezember 1915, als im Zuge des Ersten Weltkriegs die Briten in die damalige deutsche Kolonie Kamerun einmarschierten, wurde Anna Wuhrmann monatelang gefangen gehalten. Danach kehrte sie mit dem Schiff in die Schweiz zurück. 1920 ging sie zurück nach Afrika, um in Kamerun erneut für die Mission in Fumban zu arbeiten, diesmal aber mit einer französischen Missionsgesellschaft (Kamerun war nun unter französischer Kontrolle). Sie blieb dort zwei Jahre. 1923 heiratete Wuhrmann den 21 Jahre älteren Lehrer Rein aus Sachsen und lebte und arbeitete in Deutschland bis nach dem Zweiten Weltkrieg, danach kehrte sie in die Schweiz zurück. Im Jahre 1971 starb sie in der Schweiz.

## Stilmerkmale von Wuhrmanns Porträtfotografien
Anna Wuhrmanns Porträts der Bewohner des Bamum-Landes sind immer gut ausgeleuchtet, oft bedient sie sich einer tiefen Blendenzahl – auf Tiefenschärfe wird also verzichtet. Die damals verwendeten Fotoapparate erlaubten keine kürzeren Verschlusszeiten, deshalb sind die Personen meistens statisch. Es handelt sich nicht um zufällige Schnappschüsse – allein durch die technischen Rahmenbedingungen musste Wuhrmann ihre Fotografien vorher planen. Sie bestimmte bewusst Motiv, Tageszeit, Lichteinfall, Hintergrund, Ausschnitt etc.
In ihren Porträts verzichtet Wuhrmann weitgehend auf theatralische Posen. Ausserdem nehmen ihre Modelle selten Blickkontakt auf mit der Fotografin. Dadurch weisen die Fotos einen sachlichen und dokumentarischen, aber auch vergleichsweise würdevollen Charakter auf. Der Bildraum in Wuhrmanns Porträts ist oft unscharf, wobei eine Räumlichkeit vorhanden ist. Diese Absenz von Bewegung und Tiefenschärfe löst das Fotomotiv heraus aus Raum und Zeit, es wirkt unnahbar. In ihren Veröffentlichungen kommentiert sie die Fotos selbst und schreibt beispielsweise zu dem Porträt einer Spinnerin: „In der landwirtschaftlichen Versuchsstation lebte ein deutscher Beamter, der das Herz auf dem rechten Fleck hatte und die Eingeborenen wie gleichwertige Menschen behandelte. Er interessierte sich lebhaft für alles, was der Neger aus eigener Initiative fertig brachte, und freute sich über alles, was dem Schwarzen gelang. Ein europäisches Spinnrad ist auch sein Geschenk.“

## Werke
- Fumban, die Stadt auf dem Schutte – Arbeit und Ernte im Missionsdienst in Kamerun. Basler Missionsbuchhandlung, Basel 1948.
- Mein Bamumvolk im Grasland von Kamerun. 1925 Missionsverlag in Stuttgart.
- Vier Jahre im Grasland von Kamerun, von A. Wuhrmann, 1917 Basler Missionsbuchhandlung in Basel.